# Per amore del mio popolo
Per amore del mio popolo è una miniserie televisiva italiana, diretta da Antonio Frazzi e liberamente ispirata alla vita di don Giuseppe Diana, il presbitero assassinato dalla camorra a Casal di Principe nel 1994. Il titolo della miniserie (trasmessa in prima visione su Rai 1 tra il 18 e il 19 marzo 2014, in occasione del ventesimo anniversario della sua morte), prende il nome dal documento scritto contro la camorra da don Diana insieme ai sacerdoti della forania di Casal di Principe e distribuito nel Natale del 1991 in tutte le chiese locali.

## Trama

### Prima puntata
Don Giuseppe Diana (per tutti don Peppe), è un sacerdote della forania di Casal di Principe dove due famiglie camorriste, gli Esposito e i Capuano, si affrontano senza esclusioni di colpi per il controllo del territorio. Per non tradire gli scout che vedono in lui un'alternativa al mondo che li circonda, don Peppe rinuncia all'opportunità di trasferirsi a Roma e diventa parroco nel suo paese natale.
A don Peppe viene affidato Domenico, il figlio illegittimo del boss Don Antonio Esposito, diviso tra il desiderio di far parte del mondo dei camorristi e quello di essere integrato nel gruppo dei ragazzi che fanno riferimento a don Peppe. Il sacerdote compie subito delle azioni per rompere l'omertà che lo circonda: rifiuta i soldi che gli offre Don Antonio Esposito (il padre di Domenico), organizza una fiaccolata in paese, crea in parrocchia delle occasioni di incontro e divertimento per allontanare dalla strada il maggior numero di bambini e ragazzi. In particolare cerca di essere vicino a Teresa Capuano, la primogenita della famiglia camorrista Capuano e destinata al matrimonio con Carlo Esposito, figlio del boss della famiglia rivale, che rifiuta di sposare dopo aver scoperto che questi gli ha ammazzato il fratello.
Don Peppe e i suoi ragazzi sono tra i primi ad affrontare i problemi degli immigrati clandestini, sfruttati dagli stessi camorristi. In un crescente clima di terrore e dolore, don Peppe cerca di salvare Domenico da una possibile vendetta. Carmelo Sorrentino, il sicario della famiglia Capuano, pone un agguato a Domenico ma per errore chi rimane ucciso è Francesco, uno degli scout più attivi di don Peppe. Ferito nel profondo del suo animo, decide che occorre fare qualcosa di più incisivo e significativo: nasce così il documento In nome del mio popolo, che risuona nelle chiese di Casale la notte di Natale. Il documento suscita il plauso di molti cittadini, ma porta don Peppe ad essere riconosciuto come il nemico dichiarato della camorra che, come sottolineato nell'omelia, procura «il dolore a tante famiglie che vedono i loro figli finire vittime o mandanti».

### Seconda puntata
Il documento letto nelle parrocchie di Casal di Principe suscita un grande clamore e lo stesso vescovo Gentili appoggia, con la dovuta discrezione, l'iniziativa di don Peppe. I due clan camorristi, dopo essersi combattuti, cercano di stabilire una tregua per spartire appalti e affari, primo fra tutti quello dei rifiuti, ma non rinunciano a dare una lezione a don Diana: la notte dell'ultimo dell'anno, mentre il sacerdote e il suo gruppo festeggiano in oratorio, Carlo spara con un mitra contro la Chiesa. L'unico testimone dell'accaduto è Domenico, suo fratello, che però nega di aver visto qualcosa. Domenico viene convocato dal padre, il boss Antonio Esposito, che lo premia accettandolo ufficialmente nella sua famiglia.
Don Diana e gli altri sacerdoti che gli sono vicino decidono di proseguire con le loro azioni e promuovono un comitato anticamorra che chiamano “Liberiamo il nostro futuro”. La tregua tra le due famiglie camorriste rivali intanto è molto fragile e riprendono i conflitti e i morti. Per dare un segno della loro forza, gli Esposito organizzano un raid con una decina di auto nel centro del paese sparando in aria con i mitra. Don Diana si sente impotente e affronta i camorristi e Domenico, portandolo nel cimitero dove sono sepolti molti ragazzi uccisi nella guerra tra bande. I carabinieri compiono una serie di arresti che colpiscono i clan e svelano i rapporti tra camorra e politici: questo porta allo scioglimento del Consiglio Comunale e alla decisione del medico Franco Aversa, da tempo vicino a don Diana, di candidarsi. Don Diana appoggia apertamente la sua lista civica, mentre il vescovo Gentili lo protegge da eventuali censure superiori.
Aversa vince e sembra l'inizio di una nuova primavera. Nel frattempo, in Sicilia viene ucciso don Pino Puglisi: anche i sacerdoti possono finire nel mirino della mafia. Quando don Diana viene convocato dalla Procura di Napoli in seguito al pentimento di un suo amico legato a un clan, la sua esposizione è ormai massima. Don Diana raccoglie i genitori e gli amici più cari intorno a sé: vuole testimoniare a tutti il suo amore. Il 19 marzo 1994, il giorno di San Giuseppe, è il giorno scelto per farlo tacere: tre camorristi, tra cui Carlo e Domenico, si accingono a entrare in chiesa per uccidere il prete. Carlo ordina al fratello minore di ucciderlo, ma all'ultimo momento questi riesce a fuggire. Il terzo componente entra allora in sacrestia e spara in faccia a don Peppe, uccidendolo. 
Il giorno del funerale tantissime persone rendono omaggio al sacerdote, tra le quali un redento Domenico che alla fine delle esequie porta in spalla la bara.

## Produzione
Le riprese si sono svolte tra il 9 settembre e il 9 novembre 2013 proprio nei posti dove don Peppe ha vissuto e operato: Casal di Principe, Frignano, Casapulla, Casaluce. È stata la prima volta in assoluto che delle riprese si sono svolte quasi interamente in queste terre. Altre riprese sono state effettuate anche a Nepi e Capranica, in provincia di Viterbo. La post-produzione è stata realizzata da Reset VFX S.r.l.

## Ascolti
| N° | Prima TV      | Telespettatori | Share  |
| -- | ------------- | -------------- | ------ |
| 1  | 18 marzo 2014 | 5 377 000      | 20,05% |
| 2  | 19 marzo 2014 | 5 280 000      | 19,55% |

## Riconoscimenti
- 2014 - Premio Flaiano
  - Migliore interpretazione televisiva ad Alessandro Preziosi[7]